# Nickel Creek
I Nickel Creek sono un trio, vincitore di un Grammy Award, di musica acustica statunitense, con radici nel bluegrass, stile a cui qualche volta ci si riferisce con il nome di "progressive bluegrass" o "progressive acoustic".
La band, formatasi nel 1989, è composta unicamente da tre membri: Chris Thile (mandolino), Sara Watkins (violino) e suo fratello Sean Watkins (chitarra). Il quarto membro della band non è sempre lo stesso e risulta una componente variabile durante i concerti. Questo ruolo è attualmente ricoperto da Mark Schatz (contrabbasso), preceduto da Scott Thile, Edgar Meyer, Byron House e Robert Trujillo.
Dai tre album ufficiali della band sembra che lo stile musicale dei Nickel Creek sia passato dal bluegrass moderno all'aggiunta di elementi indie rock, producendo le cover di canzoni di Radiohead, Pavement, Elliot Smith, Jackson Five, Bob Dylan e anche di Toxic di Britney Spears, canzone diventata una delle preferite dal pubblico dei loro concerti.

## Storia

### 1989-1999: Gli inizi
La band venne formata nel 1989 in California da Scott Thile, il padre di Chris, che suonava il contrabbasso. Le due famiglie, Watkins e Thile, si incontrarono al That Pizza Place, a Carlsbad, luogo dove ascoltavano la band Bluegrass Etc. I Nickel Creek si sono esibiti in molti famosi festival di musica bluegrass durante gli anni novanta, e hanno inciso due album: Little Cowpoke nel 1993 e Here to There nel 1997. A causa della limitata tiratura dell'album Here to There e del rifiuto della band di rilanciarne la vendita, il disco è in vendita per cento dollari su eBay e su altri siti che vendono CD d'epoca.

### 2000-2001: L'album d'esordio
Dopo i primi due album, Alison Krauss diede loro una mano a migliorare il proprio stile. Produsse infatti il loro album Nickel Creek nel 2000, che venne distribuito dalla Sugar Hill e considerato il loro primo grande lancio. È il loro più grande successo dalla data di uscita, con 900 000 copie vendute. La critica ha risposto favorevolmente all'uscita dell'album: All Music Guide lo classifica con quattro stelle e mezzo su cinque. I Nickel Creek hanno ricevuto con questo album due nomination ai Grammy Award per il miglior album bluegrass e miglior pezzo strumentale per il brano Ode to a Butterfly. Un anno dopo venne pubblicato il terzo (ma il primo prodotto da una major) album di Chris Thile Not All Wander Are Lost.

### 2002-2004:This Sidee il discostamento dal bluegrass
Nel 2002 venne distribuito dalla Sugar Hill Records This Side. Questo disco segna un importante discostamento dagli album precedenti, i primi tre erano esclusivamente bluegrass. Nonostante la base bluegrass che rimane presente nell'album, c'è la presenza di molti altri generi, come l'indie rock e il folk rock (la band propose le cover di Spit On a Stranger dei Pavement e di Should've Known Better di Carrie Newcomer). Ancora una volta la critica rispose favorevolmente all'album dei Nickel Creek. Charles Spano sulla All Music Guide scrive: "I brani di Thile e dei fratelli Watkins sono originali, come la lenta e quasi impercettibile Speak e la più cupa Beauty and the Mess, che soddisfano appieno i gusti dei compositori folk-rock Dave Matthews e Hootie & The Blowfish, e nel frattempo danno vita ad un nuovo stile che potrà rigenerare un genere che è sempre stato un po' sconosciuto."

### 2005:Why Should The Fire Die?
Dopo che This Side divenne disco d'oro per aver venduto 629 000 copie, i Nickel Creek lanciarono Why Should The Fire Die? nell'agosto del 2005. Nuovamente i Nickel Creek si discostarono dal loro genere con più influenze rock e pop come fecero nel passaggio da Nickel Creek a This Side. Tuttavia ci sono brani come Stumptown che restano più vicini al genere bluegrass tradizionale mentre altri, come Best of Luck e Helena, risentono molto di più di influenze rock.

### 2006-2007:Farewell (For Now) Toure pausa
Alla fine dell'estate del 2006 attraverso il loro sito ufficiale e attraverso il magazine Billboard, i Nickel Creek hanno annunciato che entro la fine dell'anno non avrebbero più collaborato alla registrazione di un album e che il loro tour programmato per il 2007 sarebbe stato l'ultimo per un indefinito lasso di tempo. Secondo quanto afferma Thile, "è sempre stato naturale, ma ultimamente è diventato tutto meno naturale e correvamo il rischio di scioglierci come gruppo. Abbiamo preferito dividerci per un po' di tempo, intanto che il nostro rapporto è ancora buono."
Sean Watkins ha affermato che tutti i membri del gruppo sono pronti ad espandere i propri orizzonti musicali sperimentando nuovamente la vita reale, "quando sei in viaggio tutto il tempo e incontri le persone che amano la tua musica, non puoi sempre relazionarti con loro perché spesso certe situazioni non le vivrai mai. Dovremmo provare a scrivere canzoni che ci relazionino ad altre persone. Ho bisogno di uscire e vivere una vita diversa da quella che ho vissuto fino ad ora. Sono pronto a scrivere nuovamente di fatti reali".
L'ultimo tour dei Nickel Creek prima della temporanea separazione venne annunciato sul loro sito ufficiale il 13 febbraio 2007. Il Farwell (For Now) Tour inizierà nell'aprile del 2007 e terminerà verso la fine dell'anno. In una recente dichiarazione, i Nickel Creek hanno affermato: "vogliamo fare tutto ciò in maniera positiva e compiere quest'ultimo passo prima della separazione. Vogliamo vedere i nostri fan ancora una volta e suonare con i musicisti che ci hanno ispirato per anni."

### 2014: Reunion
Nel febbraio 2014 il gruppo annuncia che sta per pubblicare un nuovo album in studio. Il disco A Dotted Line viene quindi fatto uscire nell'aprile seguente in concomitanza con i 25 anni dalla nascita del gruppo. Prodotto da Eric Valentine, l'album è etichettato Nonesuch Records.

## Premi e Nomination

### Premi Vinti
- 2000 - IBMA Artisti Emergenti dell'Anno
- 2001 - IBMA Gruppo strumentale dell'Anno
- 2003 - Grammy Award per il Miglior Album Folk Contemporaneo (This Side)

### Nomination
- 2001 - Grammy Award per il Miglior Album Bluegrass (Nickel Creek)
- 2001 - Grammy Award per il Miglior Brano Country Strumentale ("Ode to a Butterfly")
- 2001 - CMA Award per Miglior Gruppo Vocale
- 2001 - CMA Horizon Award
- 2005 - Grammy Award per Miglior Album Folk Contemporaneo (Why Should The Fire Die?)
- 2005 - Grammy Award per Miglior Brano County Strumentale (Scotch & Chocolate)

## Discografia

### Album studio
- 1993: Little Cowpoke
- 1997: Here to There
- 2000: Nickel Creek
- 2002: This Side
- 2005: Why Should the Fire Die?
- 2014: A Dotted Line

### Raccolte
- 2006: Reasons Why: The Very Best

### Singoli
- 2001: When You Come Back Down
- 2001: The Lighthouse's Tale
- 2002: Reasons Why
- 2003: This Side
- 2003: Speak
- 2003: Smoothie Song
- 2005: When In Rome
- 2014: Destination